# Manpura
Manpura è un sottodistretto (upazila) del Bangladesh situato nel distretto di Bhola, divisione di Barisal. Si estende su una superficie di 373,19 km² e conta una popolazione di 51.361 abitanti (dato censimento 1991).